# Liebe und Trompetenblasen (1954)
Liebe und Trompetenblasen ist ein 1953 entstandenes, deutsches Liebesfilmlustspiel mit Musik von Helmut Weiss mit Marianne Koch, Hans Holt, Nadja Tiller und Gunnar Möller in den Hauptrollen. 

## Handlung
In einem europäischen Phantasie-Herzogtum rund um das Jahr 1910. Im kleinen Operettenreich des Souveräns Heinrich XVIII. herrschen die Hofsitten der Aristokratie und der Gardeoffiziere. Zwei von ihnen, die adeligen Peter von Salis und Nikolaus von Laffen, sind dem anderen Geschlecht besonders zugetan und flirten, was das Zeug hält. Dies bringt sie und eine der Damen, die junge Bettina von Brixen, in eine unangenehme, um nicht zu sagen kompromittierende Situation, während die andere, die „Künstlerin“ Ninon, eine Tänzerin des hiesigen Hoftheaters, sich nicht allzu viel Gedanken um ihre Reputation zu machen braucht. 
Seine Durchlaucht bekommt Wind von der Sache und duldet es nicht, dass einer seiner Gardeoffizier den untadeligen Ruf eines Adelsfräulleins seines Großherzogtums beschädigt und ordnet daher an, dass der mutmaßlich Bonvivant Bettina ehelicht. Gleich nach der Hochzeit ergreift der frisch Verheiratete alsbald die Flucht, kommt aber nicht weit. Peter und Nikolaus werden kurzerhand auf allerhöchsten Befehl in den Kerker geworfen. Hier trifft man auch erneut auf die unglückselige Bettina, deren Ehemann wider Willen feststellen muss, dass seine Zwangs-Angetraute ja eigentlich eine zauberhafte junge Dame ist. Dem anderen Gardeoffizier bleibt die sinnliche und erfahrene Ninon.

## Produktionsnotizen
Liebe und Trompetenblasen entstand im Herbst 1953 in München-Geiselgasteig (Studioaufnahmen) sowie in Sirmione am Gardasee (Außenaufnahmen). Die Uraufführung erfolgte am 20. Januar 1954 in München, die Berliner Premiere war am 11. Juni desselben Jahres.
Toni Schelkopf und Helmuth Schönnenbeck übernahmen die Produktionsleitung. Ludwig Reiber schuf die Filmbauten, Ursula Maes die rauschenden Roben der Damen Koch und Tiller.

## Kritik
Im Lexikon des Internationalen Films heißt es: „Abgestandene, witzlose Klamotte mit Operetten-Elementen.“